# Kępinka, Zachodniopomorskie
Kępinka [kɛmˈpinka] là một khu định cư ở khu hành chính của Gmina Stargard, tthuộc huyện Stargardzki, Zachodniopomorskie, ở phía tây bắc Ba Lan. Nó nằm khoảng 14 kilômét (9 mi) phía tây bắc của Stargard và 20 km (12 mi) về phía đông của thủ đô khu vực Szczecin.
Trước năm 1945, khu vực này là một phần của Đức. Đối với lịch sử của khu vực, xem Lịch sử của Pomerania.